# Orazio Vecchi

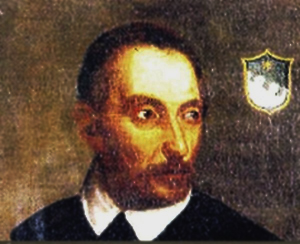
Orazio Vecchi

Orazio Tiberio Vecchi (auch Horatio Vecchi; getauft am 6. Dezember 1550 in Modena; † 19. Februar 1605 ebenda) war ein italienischer Kapellmeister und Komponist.
Orazio Vecchi wurde in der Benediktinerabtei St. Pietro in seiner Geburtsstadt erzogen und wurde selbst Priester. Sein musikalischer Lehrmeister war der Mönch Salvatore Essenga. Er wirkte zunächst als Musiklehrer in Modena, bevor er 1581 Domkapellmeister am Dom von Salò wurde. Einige Jahre darauf übernahm er diese Position auch an der Kathedrale von Modena, seiner Heimatstadt. Bereits zwei Jahre später verlor er dieses Amt jedoch wieder, da er sich ohne Wissen der Verantwortlichen in Modena um eine Stelle in Reggio nell’Emilia beworben hatte, allerdings ohne Erfolg. Familiäre und dadurch bedingt auch finanzielle Probleme hatten ihn zu diesem Schritt veranlasst. Er wirkte nun einige Jahre am Dom in Correggio, ehe er 1593 nach Modena zurückkehrte und dort erneut zum Domkapellmeister ernannt wurde. Ab 1598 war er laut Zuth Hofkapellmeister und Musiklehrer der herzoglichen Prinzen zu Modena. 1604 wurde er auf Grund einer Intrige seines Postens enthoben; sein früher Tod im folgenden Jahr mag auch auf diese große Enttäuschung zurückzuführen sein.
Vecchi war ein erfolgreicher Komponist weltlicher und geistlicher Werke. Er schuf Madrigale, Motetten, Kanzonen, Messen, Canzonetten und etliche weitere Kompositionen, von denen viele im Druck erschienen und zum Teil mehrfach aufgelegt wurden. Dabei zeigte er sich als Meister sowohl der klanglichen Gestaltung und Tonmalerei als auch des ausdrucksvollen Vokalstils. In Venedig erschien 1590 Selva di Ricreatione, von ihm arrangierte Gesänge zur Laute in italienischer Tabulatur. Sein bekanntestes Werk, die 1594 in Modena entstandene Commedia Harmonia Anfiparnasso, galt sogar manchem als früher Opern-Versuch, wird trotz seiner Bedeutung heute aber nicht mehr in diesem Zusammenhang gesehen.